# Martin Müller
Martin Müller (6 novembre 1970) è un ex calciatore ceco, di ruolo difensore centrale.